# Гресоне Сен Жан
Гресоне Сен Жан (итал. Gressoney-Saint-Jean) је насеље у Италији у округу Долина Аосте, региону Долина Аосте.
Према процени из 2011. у насељу је живело 400 становника. Насеље се налази на надморској висини од 1383 м.

## Становништво
| 1951. | 1961. | 1971. | 1981. | 1991. | 2001. | 2011. |
| ----- | ----- | ----- | ----- | ----- | ----- | ----- |
| 732   | 742   | 727   | 733   | 763   | 789   | 814   |